# Ukki
Ukki är en sjö i staden Kangasala i sydvästra Finland. Sjön är cirka 5,9 hektar och sjön är 450 meter lång. Sjön är belägen 87,3 meter över havet. Sjön ligger nära Kangasalas centrum. Sjön har inga öar.